# لي إليسون
لي إليسون (بالإنجليزية: Lee Ellison)‏ (13 يناير 1973 في المملكة المتحدة - ) هو لاعب كرة قدم بريطاني في مركز الهجوم. لعب مع ليستر سيتي ونادي ساوثبورت ونادي كرو ألكساندرا ونادي هارتلبول يونايتد ونادي هيرفورد ودارلينجتون إف سى.